# Rasswiet (okręg miejski Anapy)
Rasswiet (ros. Рассвет) – chutor w Rosji, w Kraju Krasnodarskim, w okręgu miejskim Anapy. W 2010 liczył 1516 mieszkańców.